# Московська конференція (1944)
Четверта Московська конференція або Толстовська конференція (за її кодовим ім'ям «Толстой») відбувалася з 9 жовтня по 19 жовтня 1944 між основними союзниками у Другій світовій війні.
Головними представниками СРСР на конференції були радянський вождь Йосип Сталін і міністр закордонних справ В'ячеслав Молотов. Основними представниками Великої Британії були прем'єр-міністр Вінстон Черчилль і британський міністр закордонних прав Ентоні Іден.
Також був присутнім начальник Генерального штабу Сполученого королівства, фельдмаршал сер Алан Брук, як і посол США в СРСР Аверел Гарріман та глава військової місії Сполучених Штатів у Москві, генерал-майор Джон Рассел Дін, що виконували роль спостерігачів. Також на конференції були делегації як від лондонського польського уряду у вигнанні, так і тимчасового польського комуністичного уряду, що базувався у Любліні.
Питаннями, що обговорювалися на конференції, були вступ Радянського Союзу у війну проти Японії, післявоєнний поділ Балкан у формі передбачуваної Угоди про відсотки та майбутнє Польщі. Британці також погодилися повернути у Радянський Союз всіх без винятку колишніх радянських громадян, яких було визволено від німців.